# 时间货币
时间银行（Time-based currency）是一種服務交換系統，例如一个人自愿为另一个人工作一小时，那他可以从另一个志愿者那里换取一小时的服务。
时间银行的倡导者是美国人埃德加·卡恩。1980年，46岁的卡恩经历了一次大面积心肌梗塞，这次经历让对生活有了重新的理解，他的生活方向也由此改变。卡恩是伦敦经济学院的研究员，他创立了时间银行这种模式，他希望这种模式能为社会变革带来一些经济和精神效益。根据这种模式，劳动不分贵贱，每个人的工作时间都是平等的。这非常类似于马克思提出的“价值实际上无形的时间”。在他看来，不管是盖房子，还是照顾小孩，这些工作都是平等的。他还设计了时间银行系统，通过电脑可以把每个工作者的工作时间或接受服务的时间都按小时记录下来。目前，北美、欧洲和亚洲30个国家的1000多个社区的企业都采用了这个系统。每个参加者工作的时间或接受服务的时间都按小时由电脑记录下来。卡恩说，北美、欧洲和亚洲23个国家的300多个社区的企业都采用了这个系统。
中国的南宁、南京、重庆、北京等城市也零星出现了这种模式。目前，时间银行主要是依托于居民小区，重点的服务对象是老人。
台灣新北市則推行佈老時間銀行，民眾可以到社福中心、社會局、里長服務處進行申請加入佈老志工，接受訓練實習受訓完畢領取結業證書，日後照顧別人可累積時數，以後可以照顧自己。
目前在台灣提供時間銀行解決方案：
1.社會企業時答特股份有限公司於2016年創立的「Timelinker時間銀行」

2.台灣大學建築與城鄉研究所教授張聖琳領導設計的「台灣時間互助App」

3.「優時間銀行雲」